# كارل هاك (عداء مراثوني)
كارل هاك (بالألمانية: Karl Hack)‏ هو عداء مراثوني نمساوي، ولد في 15 يونيو 1892 في فيينا في النمسا، وتوفي في 1952.

## وصلات خارجية
- كارل هاك على موقع أوليمبيديا (الإنجليزية)